# Lophochernes calcaratus
Lophochernes calcaratus är en spindeldjursart som beskrevs av Beier 1967. Lophochernes calcaratus ingår i släktet Lophochernes och familjen tvåögonklokrypare. Inga underarter finns listade i Catalogue of Life.